# Adolf Meyer (Architekt)

Assistenten von Behrens: (von li.) Mies van der Rohe, Meyer, Hertwig, Weyrather (dahinter), Krämer, Gropius (mit Plan), 1908

Adolf Meyer (* 17. Juni 1881 in Mechernich; † 14. Juli 1929 auf Baltrum) war ein deutscher Architekt und Designer.

## Leben

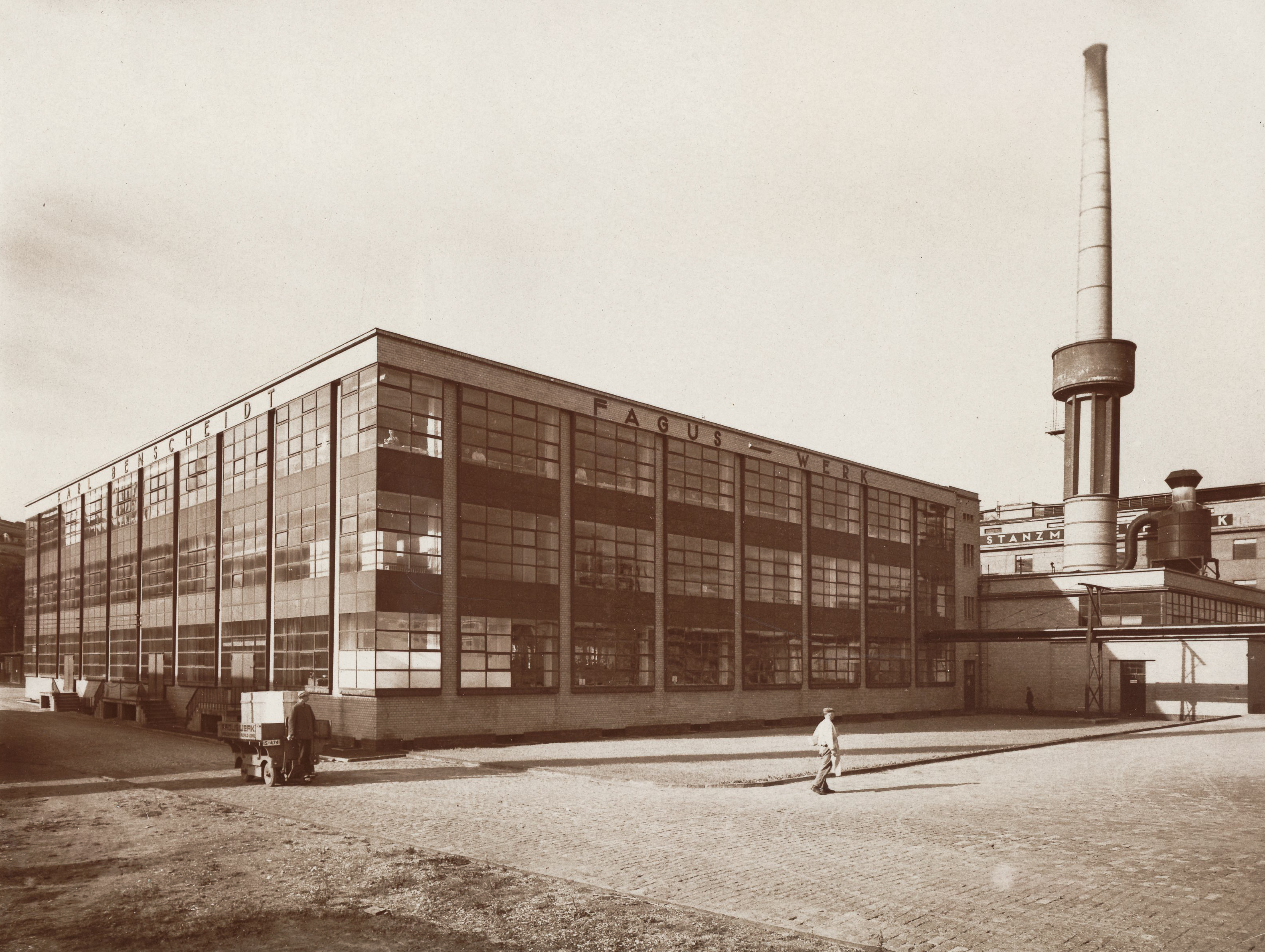
1911/1912: Das neu erbaute Fagus-Werk von Walter Gropius und Adolf Meyer in einer Aufnahme von Edmund Lill

Nach einer Tischlerlehre ging Meyer an die von Hermann Muthesius gegründete  und von Peter Behrens geleitete  Kunstgewerbeschule Düsseldorf. Dort studierte er in der Architekturklasse von Mathieu Lauweriks und wurde dessen Schüler. Er folgte Peter Behrens 1907 nach Berlin, arbeitete bis 1908 in dessen Atelier im Erdmannshof, 1909  für Bruno Paul, ab 1910 mit Walter Gropius zusammen und leitete das gemeinsame Bauatelier. Von 1919 bis 1925 war Meyer Meister am Bauhaus in Weimar. Dort lehrte er Werkzeichnen und Konstruktionstechnik nach der Entwurfslehre von Mathieu Lauweriks. Meyer war 1922 am Entwurf von Gropius für den Tribune-Tower-Wettbewerb beteiligt.
Er schloss sich nicht 1925 dem Umzug des Bauhauses nach Dessau an, sondern blieb vorerst als selbständiger Architekt in Weimar. Ein Jahr später wurde er als Baurat am städtischen Projekt Neues Frankfurt beschäftigt, sowie Dozent an der Städelschule in Frankfurt am Main. 1928 gründete er die Frankfurter „Oktobergruppe“.
Adolf Meyer ertrank 1929 beim Baden in der Nordsee vor Baltrum. Sein Grab auf dem Frankfurter Hauptfriedhof wurde 1970 eingeebnet.

## Werke

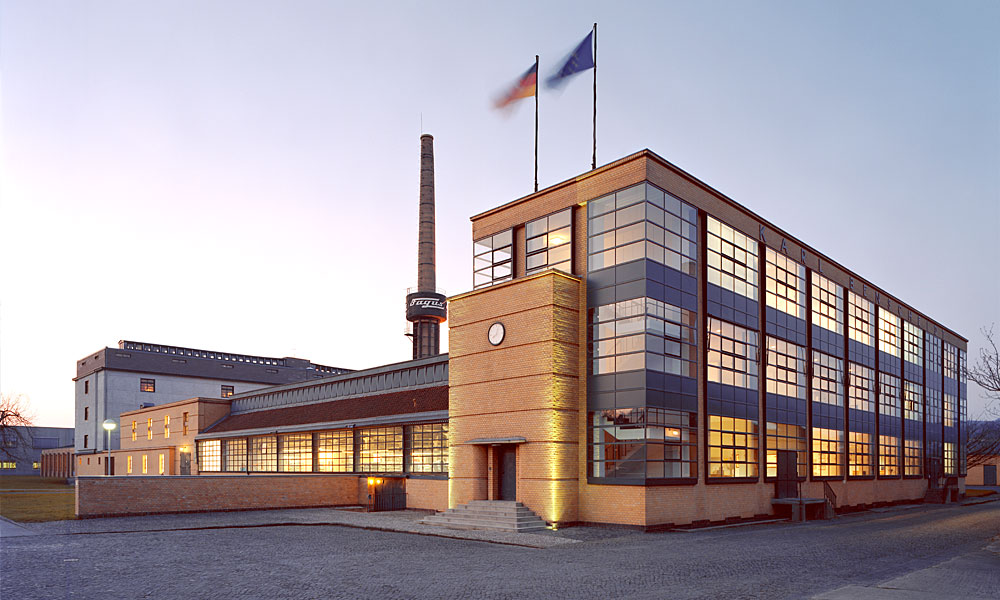
Fagus-Werk

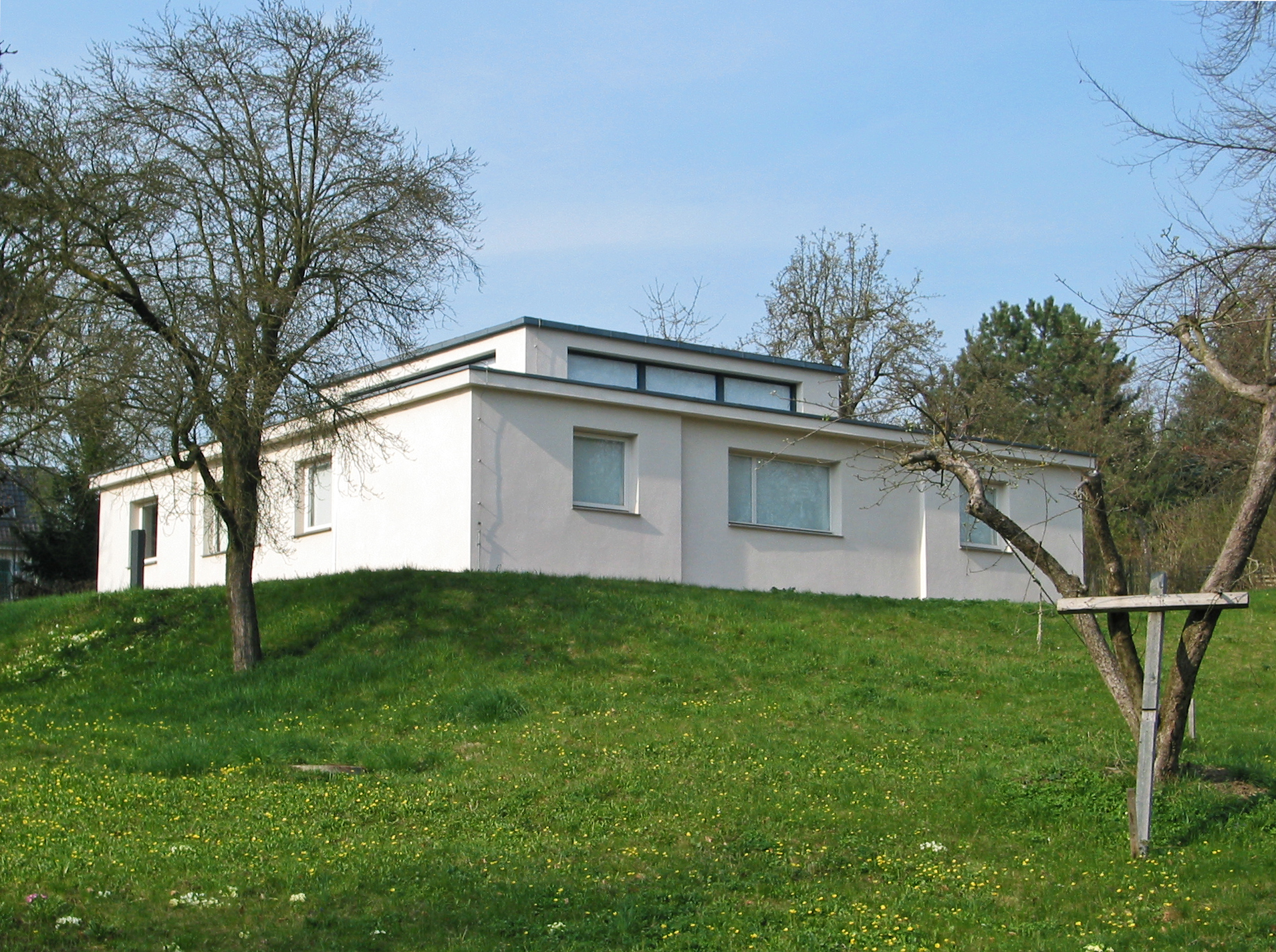
Musterhaus Am Horn

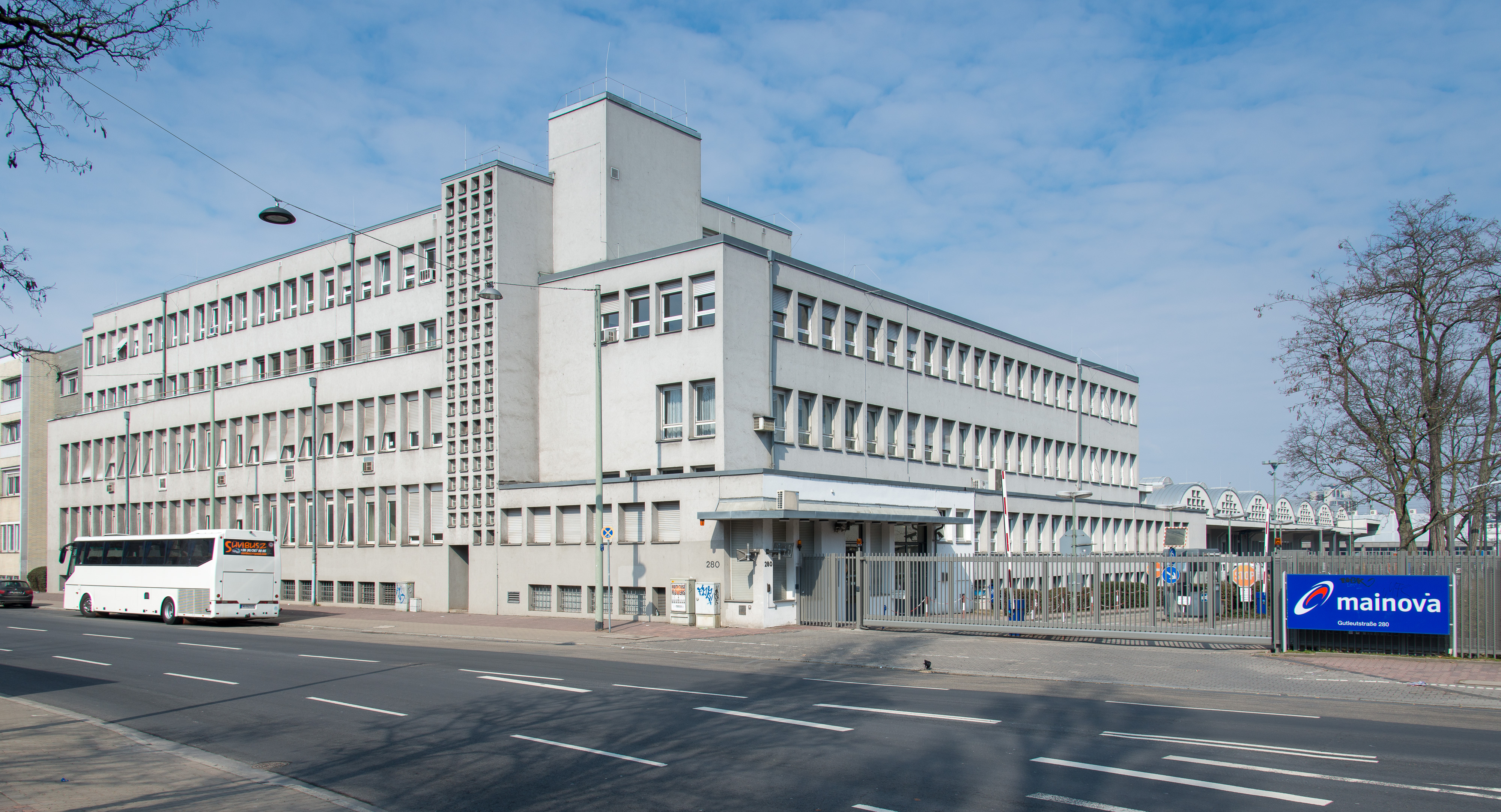
Elektrizitätswerk Frankfurt Gutleutstraße

### Bauten und Entwürfe
- März/April 1911–1912: Raumgestaltung und Möbel für den Bankier Karl Herzfeld in Hannover, Walderseestraße 1[3]
- ab 1911 Fagus-Werk in Alfeld (Leine) mit Walter Gropius
- 1913–1914: Siedlung Eigene Scholle, Wittenberge, mit Walter Gropius
- 1923: Ausführung des Musterhauses Am Horn mit Walter March
- 1924: Friedrich-Fröbel-Haus, Bad Liebenstein mit Walter Gropius, nicht ausgeführt
- 1926: Funkstelle[4], Rebstockgelände, Frankfurt am Main (mit Heinrich Helbing)
- 1926: Gaswerk Ost (Kokerei), Frankfurt. Erweiterung eines Baus von Peter Behrens
- 1929: Prüfamt, Frankfurt.
- 1929: Werkstätten und Lager des Städtischen Elektrizitätswerks, Frankfurt.

### Design
- Leuchten für die Zeiss Ikon AG Goerzwerk

### Schriften
- Ein Versuchshaus des Bauhauses in Weimar. (= Bauhausbücher, Band 3) Albert Langen, München 1925. (Typografie von Adolf Meyer)

## Ehrungen
Die Adolf-Meyer-Straße in Frankfurt-Kalbach-Riedberg wurde im April 2013 nach ihm benannt.